# Bahnhof Ducherow
Der Bahnhof Ducherow ist ein an der Hauptbahn Angermünde – Stralsund gelegener Bahnhof. Die 1863 zusammen mit der Strecke eröffnete Station war zudem von 1876 bis 1945 Ausgangspunkt einer Hauptbahn nach Swinemünde, die vor allem dem Urlauberverkehr zur Insel Usedom diente.

## Lage
Der Bahnhof befindet sich im Streckenkilometer 163,19 der VzG-Strecke 6081 (Berlin Gesundbrunnen – Angermünde – Stralsund Hbf) und ist Ausgangspunkt der seit 1945 stillgelegten VzG-Strecke 6768 (Ducherow – Świnoujście Centrum – Seebad Heringsdorf).
Der Ortskern der namensgebenden Gemeinde Ducherow liegt unmittelbar westlich des Bahnhofs und ist über die Landesstraße 31 mit diesem verbunden. Die Landesstraße überquert die Strecke niveaugleich. Das ehemalige Empfangsgebäude steht nördlich des Bahnübergangs und westlich der Strecke. Die Zufahrt erfolgte über die Querstraße Am Bahnhof. Seit einem Umbau 2004 befinden sich die Bahnsteige südlich des Bahnübergangs. Die Seitenbahnsteige sind jeweils 140 Meter lang bei einer Bahnsteighöhe von 55 Zentimeter.
Die benachbarten Betriebsstellen sind der Haltepunkt Ferdinandshof in Richtung Süden und der Bahnhof Anklam nach Norden.

## Geschichte

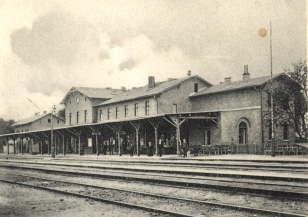
Empfangsgebäude, um 1906

Mitte der 1850er Jahre konkretisierte sich das Vorhaben einer Vorpommerschen Eisenbahn zur Anbindung der Ostseehäfen Greifswald und Stralsund. Auf der von der Berlin-Stettiner Eisenbahn-Gesellschaft (BStE) errichteten Strecke waren neben mehreren Bahnhöfen in den größeren Gemeinden und Städten auch zwei Haltestellen in Jatznick und Ducherow vorgesehen, um ein ausreichend großes Einzugsgebiet abdecken zu können. Die Betriebsstelle, nun als Bahnhof ausgeführt, ging zusammen mit dem ersten Abschnitt der Strecke von Angermünde nach Anklam am 16. März 1863 in Betrieb.
Mit dem Bau der Hauptbahn nach Swinemünde (poln.: Świnoujście) ab 1873 fand ein erster größerer Umbau des Bahnhofs statt. Am 15. Mai 1876 ging die Strecke in Betrieb. Im gleichen Jahr wurde ein neues Empfangsgebäude fertiggestellt, vermutlich eröffnete damit auch die Bahnhofsgaststätte. Nach der Verstaatlichung der BStE im Februar 1880 war ab 1881 die Königliche Eisenbahn-Direction (KED) Berlin die für den Bahnhof zuständige Behörde, ab 1895 lag der Bahnhof im Bereich der KED Stettin (ab 1922: Reichsbahndirektion [Rbd] Stettin).
Mit dem zweigleisigen Ausbau von Jatznick bis Stralsund beziehungsweise Swinemünde Hbf fand von 1906 bis 1910 ein zweiter Ausbau statt. Der Bahnhof wurde auf fünf Personengleise erweitert, der Zugang erfolgte vom Hausbahnsteig sowie von zwei Mittelbahnsteigen, die über einen Fußgängertunnel miteinander verbunden waren. Westlich der Bahnsteige entstanden mehrere Rangier- und Ladegleise. Die Ausfahrt der Swinemünder Strecke wurde kreuzungsfrei gestaltet, das Überführungsbauwerk des Streckengleises von Swinemünde nach Angermünde befand sich etwa 2,7 Kilometer nördlich des Empfangsgebäudes bei der Ortschaft Busow. Die Streckengleise führten parallel zur Stralsunder Bahn bis in den Bahnhof Ducherow, wo sie in die Gleise 2 und 5 mündeten. Einhergehend mit dem Ausbau wurden die Stellwerke erneuert; es entstanden auf der Westseite ein zweiständiger Lokschuppen mit angebauten Übernachtungs- und Aufenthaltsräumen, eine Drehscheibe sowie ein Wasserturm. 1914 ging ein Anschlussgleis für einen örtlichen Kohlenhandel in Betrieb.
Die Rbd Stettin ließ das Bahnhofsgebäude 1923 um einen nördlichen Anbau zu erweitern. Dadurch konnte zusätzlicher Wohnraum gewonnen und die Bahnhofswirtschaft vergrößert werden. Dies kam insbesondere den Umsteigern nach Usedom zugute. Ab 1935 war in Ducherow eine Kleinlokomotive (Kö 4466) für den Rangierdienst stationiert. Zur Unterbringung des Fahrzeugs wurde im Lokschuppen ein separater Stand mit einer Trennwand abgesteckt. Für 1940 und 1942 ist die Beheimatung der Kö 4911 in Ducherow nachgewiesen. Die Lokomotiven waren unter anderem für die Bedienung eines Anschlussgleises zu einer Raufuttersammelstelle der Wehrmacht zuständig.
Mit der Sprengung der Karniner Brücke über den Peenestrom im April 1945 war die Anbindung der Insel Usedom von Ducherow aus nicht mehr möglich. Durch die Westverschiebung Polens war die Strecke zudem bei Swinemünde unterbrochen, sodass der südliche Abschnitt ab Ducherow als Reparationsleistung an die Sowjetunion abgebaut wurde. Mit der Grenzverschiebung wurde zudem die Reichsbahndirektion Stettin aufgelöst, an ihre Stelle trat die Reichsbahndirektion Greifswald, in deren Zuständigkeitsbereich der Bahnhof bis 1990 lag. Einher ging auch der Rückbau von mehreren Gleisen, darunter Gleis 1 am Hausbahnsteig, der Drehscheibe und später auch einigen Nebengebäuden. Die für die Unterhaltung der Swinemünder Strecke zuständige Bahnmeisterei Ducherow löste die Rbd Greifswald um 1950 auf.
Ab dem 24. September 1988 war der Streckenabschnitt Pasewalk – Züssow elektrifiziert. Am 14. Dezember 1993 ließ die Reichsbahn den Wasserturm sprengen, knapp ein Jahr darauf schloss am 1. Januar 1995 die Fahrkartenausgabe im Empfangsgebäude. Da der letzte Bahnhofswirt noch vor der Wende auszog, steht das Gebäude seither leer. Ebenfalls nach der Wende wurden die Anschlussgleise zum Kohlenhandel sowie zum ehemaligen AGZ (nach 1945 errichtet) aufgegeben. Im Sommer 2005 wurde der Bahnhof erneut umgebaut. Die vorhandenen Bahnsteige wurden abgetragen und südlich der Landesstraße zwei Seitenbahnsteige neu errichtet. Die alten Mittelbahnsteige wurden daraufhin abgetragen und der Fußgängertunnel verfüllt. Zudem wurde der Bahnhof bis auf ein Überholgleis zurückgebaut, anschließend folgte die Umstellung der mechanischen Stellwerke auf ein elektronisches Stellwerk.

## Stellwerke

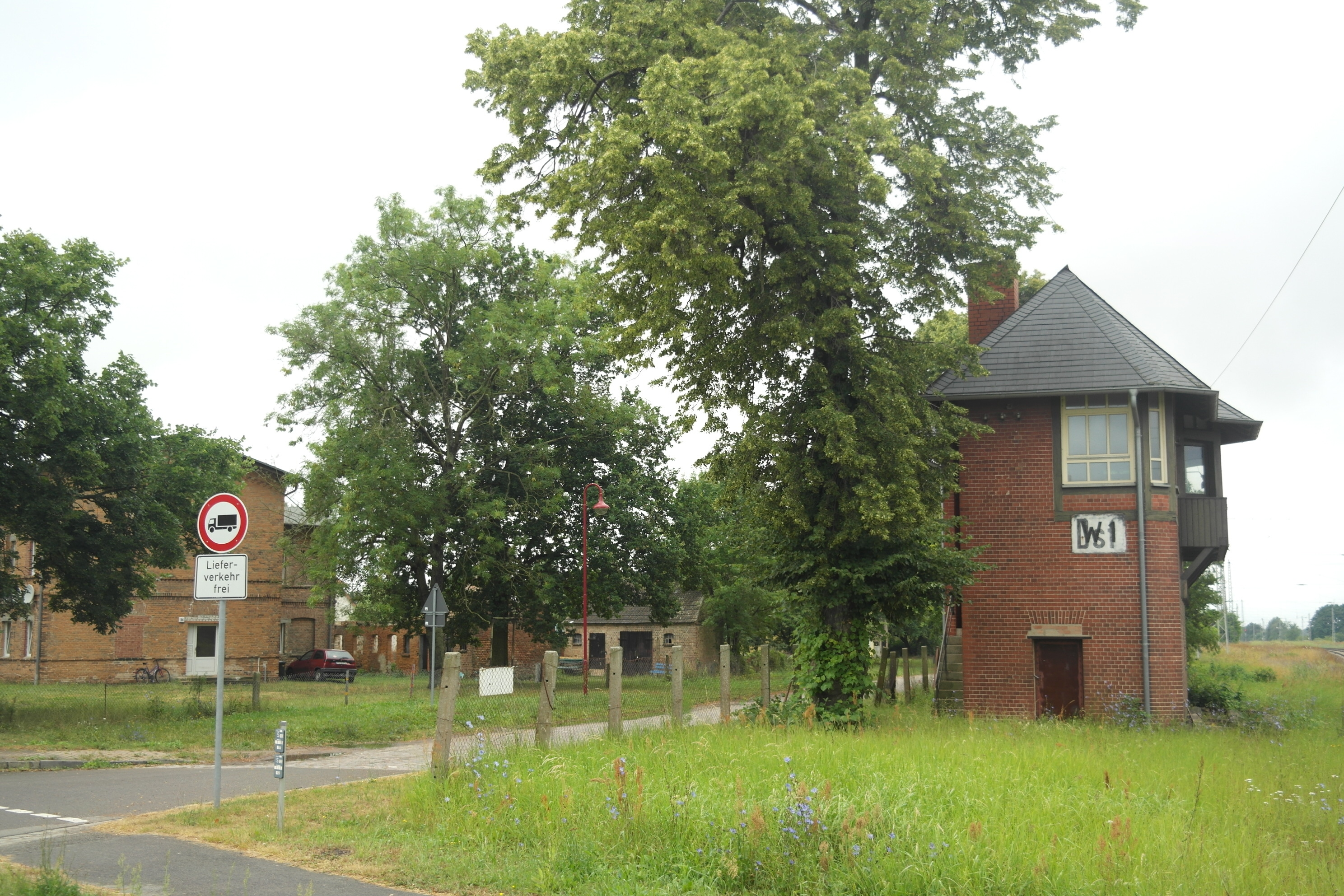
Stellwerk Dst

Der Bahnhof war zunächst mit zwei, nach 1908 mit drei Stellwerken ausgerüstet. Es handelte sich bei den Neubauten von 1908 um mechanische Stellwerke Bauart Zimmermann & Buchloh. Befehlsstellwerk und Sitz des Fahrdienstleiters war das Stellwerk Duf am Nordende des Bahnsteigs 3, ihm untergeordnet waren die Wärterstellwerke Dnt am Nordkopf und Dst in Höhe des Bahnübergangs am Südkopf. Zusätzlich arbeitete in Duf ein Telegrafist. 1967 wurde das Stellwerk geschlossen und fünf Jahre darauf das Gebäude abgerissen. Der Fahrdienstleiter hatte nun seinen Sitz im Nordturm B2 (ehemals Dnt), der Südturm erhielt analog die Bezeichnung W1. Während die Ausfahrsignale Hf-Signale (Formsignal) waren, handelte es sich beim Einfahrsignal aus Richtung Anklam, wahrscheinlich auch beim Einfahrsignal der Gegenrichtung, in späteren Jahren um Hl-Signale (Hauptlichtsignal). Das südliche Einfahrsignal A soll bis 1945 ein dreiflügeliges Formsignal gewesen sein. Bis März 2005 folgte die Umrüstung der Signale auf das Ks-Signalsystem und die Errichtung eines ESTW-A für den Stellbereich Ducherow. Die Überwachung des Bahnhofs erfolgt seitdem von der Betriebszentrale des Regionalbereichs Ost der DB Netz in Berlin-Pankow.

## Klein- und Feldbahnen
Am 1. September 1897 ging westlich des Staatsbahnhofs der Kleinbahnhof Ducherow der Mecklenburg-Pommerschen Schmalspurbahn in Betrieb. Der Bahnhof war Endpunkt einer 6,9 Kilometer langen Stichstrecke (600 Millimeter Schmalspur) aus Dargibell, wo Anschluss nach Anklam und Friedland bestand. Die Bahn diente ausschließlich dem Güterverkehr, eine Verbindung zum Staatsbahnhof bestand nicht. An den Bahnhof schlossen mehrere Feldbahnen an, unter anderem zu den Ländereien des Grafen von Schwerin sowie zu den Ducherower Ziegeleien. Die Feldbahn überquerte zunächst im Zuge der Ducherow-Ueckermünder Chaussee die Staatsbahnstrecke. Da diese und die spätere Reichsbahn eine Kreuzung ihrer Strecke mit Lokomotiven aus Sicherheitsgründen untersagte, wurden die Bahnen als Pferdebahn betrieben. Die Kleinbahnstrecke wurde 1945 als Reparationsleistung an die Sowjetunion abgebaut.
Ab 1949 schlossen die Feldbahnen direkt an den Bahnhof an, im gleichen Jahr kam auch die erste Diesellokomotive zum Einsatz. Das Umladen der Tonziegel erfolgte zunächst von Hand, später stand ein Portalkran zur Verfügung. Der Anschluss zum Bahnhof wurde bis zum Ausbau der Chaussee 1976 betrieben, danach folgte der Abtransport mit Lkw. Die Feldbahn war noch bis 1992 in Betrieb.

## Verkehr

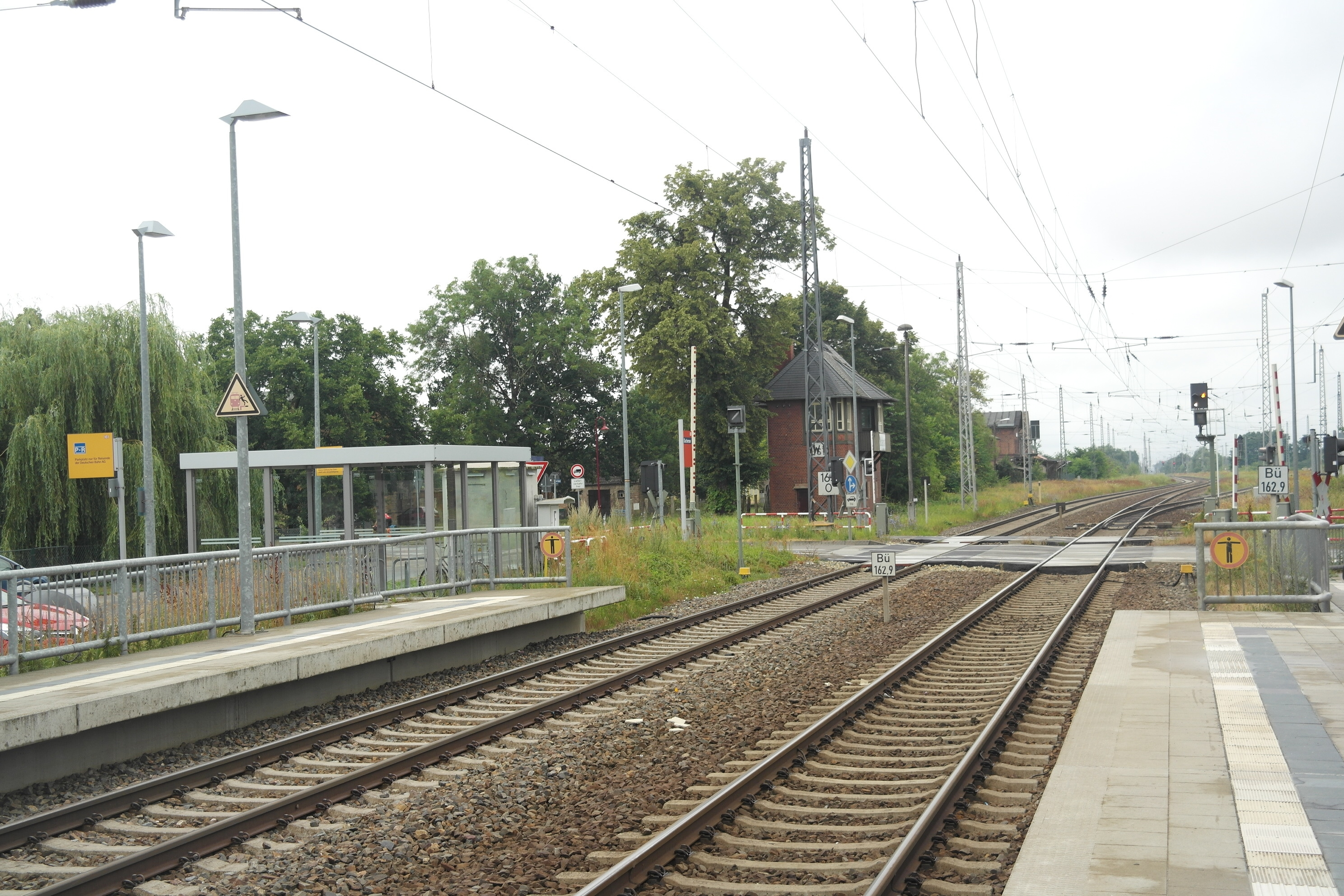
Neue Bahnsteige, im Hintergrund das alte Empfangsgebäude

Der Bahnhof diente bis 1945 vornehmlich dem Umsteigeverkehr sowie dem örtlichen Güterverkehr. Wagenumschlag von und nach Usedom fand hingegen nicht statt. Neben Personen- und Eilzügen aus Richtung Berlin nach Stralsund und der Insel Rügen sowie Usedom wurde der Bahnhof vereinzelt auch von internationalen D-Zügen angefahren. Gegenwärtig erfolgt die Bedienung des Bahnhofs jeweils alle zwei Stunden durch die Regional-Express-Linien RE3 der DB Regio Nordost und RE10 der ODEG.
| Linie                    | Verlauf | Takt (min) |
| ------------------------ | --- | ---------- |
| RE 3                     | Stralsund Hbf – Greifswald – Züssow – Anklam – Ducherow – Pasewalk – Prenzlau – Angermünde – Eberswalde Hbf – Bernau (b Berlin) – Berlin Gesundbrunnen – Berlin Hbf – Berlin Südkreuz – Jüterbog | 120        |
| RE 10                    | (Rostock – Ribnitz-Damgarten – Velgast –) Stralsund – Greifswald – Züssow – Anklam – Pasewalk | 120        |
| Stand: 10. Dezember 2023 | |            |